# Núria Sebastián Gallés
Núria Sebastián Gallés es una científica cognitiva conocida por su trabajo en el desarrollo del lenguaje bilingüe y el impacto del bilingüismo en la cognición.  Trabajo como profesora de psicología en la Universidad Pompeu Fabra dónde está encargada de la Acquisition y percepción del habla (SAP) grupo de investigación.
Sebastián Gallés fue presidenta de la Sociedad Europeo de Psicología Cognitiva (en inglés: European Society of Cognitive Psychology) desde el 2011 hasta el 2013 y fue nombrado como miembro de el Consejo Científico del Consejo Europeo de Investigación (en inglés: Scientific Council of the European Research Council) en 2013.

## Biografía
Sebastián Gallés completó su Doctorado en Filosofía en psicología experimental a la Universidad de Barcelona en 1986, donde su trabajo se enfocaba en el Análisis morfológico y estructura del lexicón (título de disertación: Análisis morfológico y estructura del lexicón). Ella recibió su experiencia de postdoctorado a la Sociedad Max Planck y a la LSCP-CNRS en París, donde su mentor fue Jacques Mehler.
Sebastián Gallés empezó su trabajo en el departamento de la facultad de psicología de la Universidad de Barcelona en 1988. En el 2009, se mudó a la Universidad de Pompeu Fabra donde ella está trabajando presentemente como profesora de psicología y directora del Centro de cerebro y cognición. En el 2009 su programa de investigación en la adquisición temprana del lenguaje  y bilingüismo ha sido fundado por James S. McDonnell Foundation y por los Premios de ICREA Acadèmia, los cual ganó en el 2008 y 2013.
Sebastián Gallés ha sido una investigadora invitada por varios centros de investigación, incluyendo la Universidad de Pensilvania (en inglés: University of Pennsylvania), Colegio Universitario Londonres (en inglés: University College London) y la Universidad de Chicago (en inglés: University of Chicago). En el 2005, ella creao sus lecciones prestigiosas en respecto a Nijmegen.

## Investigaciones
Sebastián Gallés es conocido por sus investigaciones sobre el desarrollo del lenguaje bilingüe. Con sus compañeros del grupo de SAP,  ha usado el electrofisiología para estudiar actividad en el cerebro que está relacionada con la percepción del hablar y el procesamiento cognitivo de lenguaje en participantes de edades infantil hasta adultos. Varios de sus investigaciones han sido enfocadas en infantes para monitorear los aspectos de lenguajes diferentes a los que son expuestos, con una énfasis en cómo los infantes que han sido criados en familias monolingües o bilingües que son diferentes en sus habilidades de discriminar entre sonidos de hablar.
Junto con Janet Werker y otros, Sebastián Gallés ha explorado las ventajas bilingüe en el poder de discriminar visualmente entre lenguajes en infantes bilingües, por ejemplo, que puede ser comprendido usando la habilidad de distinguir lenguajes usando movimientos articulatorios de la boca observados en videos silenciados. A 4 y 6 meses de edad, infantes criados en casas monolingües (inglés) y bilingües (francés-inglés) fueron exitosas con el uso de gestos articulatorios para distinguir entre el francés y inglés. Por otro lado, a 8 meses de edad, sólo los infantes bilingües tuvieron éxito con esta tarea. Investigaciones más extensas indican que la ventaja bilingüe está presente por la habilidad de los infantes de discriminar entre lenguajes desconocidos por ellos.

## Publicaciónes representativas
- Bosch, L., & Sebastián-Gallés, N. (2001). Evidence of early language discrimination abilities in infants from bilingual environments. Infancy, 2(1), 29-49.
- Costa, A., & Sebastián-Gallés, N. (2014). How does the bilingual experience sculpt the brain? Nature Reviews Neuroscience, 15(5), 336-345.
- Perani, D., Paulesu, E., Sebastián-Gallés, N., Dupoux, E., Dehaene, S., Bettinardi, V., ... & Mehler, J. (1998). The bilingual brain. Proficiency and age of acquisition of the second language. Brain, 121(10), 1841-1852.
- Sebastián-Gallés, N., Dupoux, E., Segui, J., & Mehler, J. (1992). Contrasting syllabic effects in Catalan and Spanish. Journal of Memory and Language, 31(1), 18-32.
- Sebastián-Gallés, N., Echeverría, S., & Bosch, L. (2005). The influence of initial exposure on lexical representation: Comparing early and simultaneous bilinguals. Journal of Memory and Language, 52(2), 240-255.
- Sebastián-Gallés, N., & Soto-Faraco, S. (1999). Online processing of native and non-native phonemic contrasts in early bilinguals. Cognition, 72(2), 111-123.